# Liste der Top-30-Schellackplatten von Billie Holiday

Billie Holiday – Strange Fruit

In der Liste der Top-30-Schellackplatten von Billie Holiday sind alle Stücke aufgenommen, die sie unter eigenem Namen oder mit den Orchestern von Benny Goodman und Teddy Wilson aufnahm und die von Januar 1934 („Riffin’ the Scotch“) bis 1945 („Lover Man“) die Charts des US-amerikanischen Billboard-Magazins erreichten. Der Musikhistoriker Joel Whitburn wertete hierzu für sein Buch Pop Memories 1890–1954 verschiedene Hitparaden parallel aus, darunter auch Verkäufe für Noten, Radioeinsätze, offizielle Verkaufslisten der Plattenlabels sowie Charts aus dem Branchenblatt Variety. Die Daten beziehen sich also nicht nur auf das Magazin Billboard, das erst Ende 1935 / Anfang 1936 eine wöchentliche Hitparade veröffentlicht hatte.
| Titel, Komponist(en)                                            | B-Seite                                         | Label          | Datum der Aufnahme | Charteintritt | Höchste Position | Wochen | Bemerkungen |
| --------------------------------------------------------------- | ----------------------------------------------- | -------------- | ------------------ | ------------- | ---------------- | ------ | --- |
| Riffin’ the Scotch (Goodman – McDonough – Buck)                 | Benny Goodman: Keep On Goin’ What You’re Doin’  | Columbia 2867  | 18. Dez. 1933      | 27. Jan. 1934 | 6                | 5      | Billie Holiday erster Charterfolg als Bandsängerin im Benny Goodman Orchestra. Dieser spielte den Song im Februar/März 1934 mit nahezu gleicher Besetzung als Instrumental für eine Radioaufnahme ein. „Riffin’ the Scotch“ wurde von dem Gitarristen Dick McDonough komponiert; Goodman wurde als Mitautor nur genannt, weil es seine Aufnahme war; der Text stammte von dem damals 22-jährigen Johnny Mercer. |
| If You Were Mine (Mercer – Malneck)                             | Teddy Wilson: Eeny Meeny Meeny Mo               | Brunswick 7554 | 25. Okt. 1935      | 7. Dez. 1935  | 12               | 3      | Der Johnny Mercer/Matty-Malneck-Song entstammte dem Film-Musical To Beat the Band. Billie Holiday wurde dabei von Teddy Wilsons Orchester begleitet, in dem u. a. Roy Eldridge, Benny Morton und Chu Berry spielten. |
| Twenty-Four Hours a Day (Swanstrom – Hanley)                    | Yankee Doodle Never Went to Town                | Brunswick 7550 | 25. Okt. 1935      | 23. Nov. 1935 | 6                | 7      | Billie Holiday interpretierte bei der vorangegangenen Session als Bandsängerin von Teddy Wilson & His Orchestra eine Melodie aus dem Film Sweet Surrender (1935). Im folgenden Jahr kam Joe Venuti mit seiner Version in die Charts. |
| You Let Me Down (Dubin – Warren)                                | Teddy Wilson: Spreadin’ Rhythm Around           | Brunswick 7581 | 3. Dez. 1935       | 18. Jan. 1936 | 18               | 1      | Nach Jimmy Dorsey hatten auch Teddy Wilson & Billie Holiday Erfolg mit diesem Al Dubin/Harry-Warren-Song aus dem Film-Musical Stars Over Broadway. Eingespielt wurde er auch von Jimmie Lunceford, Wingy Manone u. a. |
| These Foolish Things (Strachey – Mavel – Walker)                | Teddy Wilson: Why Do I Love to Myself About You | Brunswick 7694 | 30. Juni 1936      | 1. Aug. 1936  | 5                | 5      | Nachdem Benny Goodman mit dem Song ab Juli 1936 einen Nummer-1-Hit hatte, war dies die zweite Notierung des Jazz-Standards unter den Top 20. Billie Holiday wurde von Teddy Wilson und seinem Orchester begleitet, zu dem u. a. Jonah Jones, Johnny Hodges, John Kirby und Cozy Cole gehörten. |
| It’s Like Reaching for the Moon (Sherman – Lewis)               | Teddy Wilson: Guess Who                         | Brunswick 7702 | 30. Juni 1936      | 15. Aug. 1936 | 17               | 2      | Der Song entstand bei der „These Foolish Things“-Session. |
| No Regrets (Tobias – Ingraham)                                  | Did I Remember                                  | Vocalion 3276  | 10. Juli 1936      | 12. Sep. 1936 | 9                | 5      | Der erste Hit von Billie Holiday unter eigenem Namen. Den zeitgenössischen Popsong hatte bereits Tommy Dorsey aufgenommen, der ab 18. Juli 1936 damit in den Top 20 war. Artie Shaw begleitete hier die Sängerin mit einer reinen Studio-Band, in der u. a. Joe Bushkin, Bunny Berigan und Cozy Cole saßen. Der Song hat keinerlei Bezug zu „No Regrets (Non, je ne regrette rien)“ von Edith Piaf. |
| Summertime (Heyward – Gershwin – Gershwin)                      | Billie’s Blues                                  | Vocalion 3288  | 10. Juli 1936      | 12. Sep. 1936 | 12               | 2      | Der Song wurde bei der „No Regrets“-Session mit der Band um Artie Shaw eingespielt. Nur Billie Holidays Version des Wiegenlieds aus George Gershwins Oper „Porgy and Bess“ (1935) gelangte in die Charts und konnte sich nur zwei Wochen halten. Später gab es ungezählte Aufnahmen dieses Standards. In die Hitparaden kam er erst ab Ende der 1950er Jahre durch Versionen von Sam Cooke, Ricky Nelson und Billy Stewart.                                                                                        |
| A Fine Romance (Dorothy Fields – Jerome Kern)                   | I Can’t Pretend                                 | Vocalion 3333  | 29. Sep. 1936      | 31. Okt. 1936 | 9                | 3      | Der Song aus dem Great American Songbook wurde erstmals von Fred Astaire und Ginger Rogers in dem Filmmusical Swing Time (1936) vorgestellt. Billie Holidays Version war die einzige Swing-Fassung von „A Fine Romance“ in den Charts, neben den Versionen von Fred Astaire, Henry King und Guy Lombardo. In ihrer Begleitband spielten neben Berigan und Cole auch der Klarinettist Irving Fazola und der Gitarrist Dick McDonough.                                                                               |
| Let’s Call a Heart a Heart (Johnston – Burke)                   | One, Two, Button Your Shoe                      | Vocalion 3334  | 29. Sep. 1936      | 7. Nov. 1936  | 18               | 1      | Bei der vorangegangenen Session wurde auch der Titelsong aus dem Musikfilm Pennies from Heaven (1936) interpretiert, mit dem 1937 Wilson und Holiday ebenso in die Charts kamen wie 1936 Bing Crosby. |
| The Way You Look Tonight (Fields – Kern) )                      | Easy to Love                                    | Brunswick 7762 | 21. Okt. 1936      | 14. Nov. 1936 | 3                | 5      | Die Jerome-Kern-Komposition war ein Erfolgstitel aus dem Film Swing Time (1936), mit dem in diesem Jahr auch Fred Astaire und Guy Lombardo in die Charts kamen. Neben Pianist Wilson wurde sie von Viso Musso (cl), Ben Webster (ts), Allan Reuss (g), Milt Hinton (b) und Gene Krupa begleitet. |
| Who Loves You? (Davis)                                          | Teddy Wilson: With Thee I Swing                 | Brunswick 7768 | 28. Okt. 1936      | 14. Nov. 1936 | 4                | 6      | Eine Woche später nahm die Sängerin gleicher Besetzung den relativ unbekannt gebliebenen Song „Who Loves You?“ auf. Dies war die einzige Chart-Notierung des Songs, den in diesem jahr auch die Original Dixieland Jazz Band einspielte. |
| I Can’t Give You Anything but Love (Fields – McHugh)            | Sailing                                         | Brunswick 7781 | 19. Nov. 1936      | 19. Dez. 1936 | 3                | 4      | Im Dezember kam Jimmy McHughs Klassiker zum siebten Mal in die Charts, mit Teddy Wilson und Billie Holiday zum ersten Mal in einer Swing-Version. Er stammt aus der Revue Harry Delmar’s Revels (1927), wurde aber vor der Premiere gestrichen und fand seine Präsentation in dem Broadway-Musical Blakbirds of 1928 durch Aida Ward. |
| That’s Life I Guess (Lewis – DeRose)                            | Pennies from Heaven                             | Brunswick 7789 | 19. Nov. 1936      | 26. Dez. 1936 | 20               | 1      | Der Song entstand bei der vorangegangenen Session. Es war die einzige Version des Songs, die in die Top 20 gelangte. |
| Pennies from Heaven (Burke – Johnson)                           | Teddy Wilson: That’s Life I Guess               | Brunswick 7789 | 19. Nov. 1936      | 2. Jan. 1937  | 3                | 6      | Dies war der dritte Erfolgssong aus der Session vom 19. November, bei dem vier Titel eingespielt wurden. „Pennies from Heaven“ erlebte 1936/37 insgesamt sieben Hitaufnahmen. |
| I’ve Got My Love to Keep Me Warm (Berlin)                       | One Never Knows Does One                        | Vocalion 3431  | 12. Jan. 1937      | 20. Feb. 1937 | 4                | 10     | Der damals brandneue Irving-Berlin-Song war bereits in einer Version von Mildred Bailey in den Charts; Billie Holiday nahm ihn mit einer Begleitband auf, in der außer Wilson auch Edgar Sampson (cl, as), Ben Webster (mit einem Solo zu hören), John Kirby (b) und Cozy Cole saßen. |
| This Year’s Kisses (Berlin)                                     | Teddy Wilson: He Ain’t Got Rhythm               | Brunswick 7824 | 25. Jan. 1937      | 27. Feb. 1937 | 8                | 3      | Wilson holte für diese Aufnahme der Irving Berlin-Ballade die Rhythmusgruppe des Count Basie Orchestra und Lester Young ins Studio. Bei dieser Session wurde auch der Titel „He Ain’t Got Rhythm“ eingespielt. |
| Please Keep Me in You Dreams (Seymor – Lawnhurst)               | If My Heart Could Only Talk                     | Vocalion 3440  | 12. Jan. 1937      | 25. Feb. 1937 | 13               | 3      | Auch Fats Waller war mit dem Song von Tot Seymor (Text) und Vee Lawnhurst (Musik) in den Charts; später gab es noch eine Version des Casa Loma Orchestra. |
| (This Is) My Last Affair (Johnson)                              | Teddy Wilson: You Showed Me the Way             | Brunswick 7840 | 18. Feb. 1937      | 27. März 1937 | 10               | 3      | Mit dieser Version von Teddy Wilson und Billie Holiday kam der Klassiker ein letztes Mal in die Charts. Ihre Begleitmusiker waren außer Wilson u. a. Cecil Scott, Prince Robinson, sowie erneut John Kirby und Cozy Cole. |
| The Mood That I’m In (Silver – Sherman)                         | Teddy Wilson: Sentimental & Melancholy          | Brunswick 7844 | 18. Feb. 1937      | 3. Apr. 1937  | 17               | 1      | Entstanden bei der vorangegangenen „My Last Affair“-Session. Zuvor war damit Lionel Hampton in den Charts erfolgreich; weitere Notierungen erfolgten jedoch nicht. |
| Carelessly (Kenny – Kenny – Ellis)                              | How Could I                                     | Brunswick 7867 | 31. März 1937      | 24. Apr. 1937 | 1                | 12     | Ein Nummer-1-Hit der Sängerin, der sich drei Wochen an der Spitze der Charts hielt. Trotz des Erfolgs entstanden von dem Song keine nachfolgenden Versionen. Wilson holte in die Begleitband auch die Ellington-Musiker Cootie Williams, Harry Carney und Johnny Hodges. |
| How Could You? (Dubin – Warren)                                 | Carelessly                                      | Brunswick 7867 | 31. März 1937      | 1. Mai 1937   | 12               | 3      | Bei der vorangegangenen „Carelessly“-Session entstandener Song von Al Dubin und Harry Warren, den diese für den Kriminalfilm San Quentin (mit Humphry Bogart) geschrieben hatten. Weitere Versionen gab es von Tommy Dorsey, Miff Mole (mit Harry James), Jan Savitt und George Shearing. |
| They Can’t Take That Away from Me (Gerswhin – Gershwin)         | Let’s Call the Whole Thing Off                  | Vocalion 3520  | 1. Apr. 1937       | 15. Mai 1937  | 12               | 4      | Der Gerswin-Song stammte aus dem Film-Musical Shall We Dance und kam mit Holidays Version ein letztes Mal in die Charts. Später hatte Frank Sinatra damit Erfolg und wurde ein Standard vieler Sänger und Jazzmusiker. |
| Moanin’ Low (Dietz – Rainger)                                   | Fine and Dandy                                  | Brunswick 7877 | 31. März 1937      | 22. Mai 1937  | 11               | 2      | Howard Dietz und Ralph Rainger schrieben den Song für das Broadway-Musical The Little Show (1929); im selben Jahr hatten die Charleston Chasers damit einen Hit. |
| Mean to Me (Turk – Ahlert)                                      | I’ll Get By                                     | Brunswick 7903 | 11. Mai 1937       | 26. Juni 1937 | 7                | 4      | Der Song ist eng verbunden mit der Broadway-Sängerin Ruth Etting, die mit ihm 1929 Erfolg hatte. Durch die Version von Wilson und Holiday wurde das Stück zu einem Jazz-Standard. Mitwirkende Musiker waren neben Lester Young u. a. Johnny Hodges, Buck Clayton, Buster Bailey und Artie Bernstein. |
| Easy Living (Robin – Rainger)                                   | Fooling Myself                                  | Brunswick 7911 | 1. Juli 1937       | 10. Juli 1937 | 15               | 2      | Der Song von Leo Robin und Ralph Rainger wurde erneut von Musikern der Basie-Band begleitet, wie Jo Jones, Freddie Green, Walter Page und Lester Young. |
| Me, Myself and I (Gordon – Roberts – Kaufman)                   | Without Your Love                               | Vocalion 3593  | 15. Juni 1937      | 17. Juli 1937 | 11               | 3      | Auch Nat Gonella machte von dem Mack-Gordon-Song Aufnahme, doch nur die Version von Billie Holiday gelangte in die Charts; hier dabei u. a. Edmond Hall (cl), Buck Clayton (tp) und wiederum Lester Young, Green, Page und Jo Jones. |
| Yours and Mine (Freed – Brown)                                  | Sun Showers                                     | Brunswick 7917 | 11. Mai 1937       | 24. Juli 1937 | 16               | 2      | Der Song stammte aus dem Film Broadway Melody of 1938 und war auch mit dem Orchester von Will Hudson/Eddie Delange erfolgreich, jedoch gelangte nur die Wilson/Holiday-Version in die Top 20. In der Bläsergruppe spielten Clayton, Bailey, Young und Hodges. |
| A Sailboat in the Moonlight (Loeb – Lombardo)                   | Born to Love                                    | Vocalion 3605  | 15. Juni 1937      | 7. Aug. 1937  | 10               | 3      | Das Stück stammte von der „Me, Myself and I“-Session mit Edmond Hall. Kurz zuvor hatte Johnny Hodges mit seinem Orchester #17 der Charts erreicht. Wieder wird die Sängerin von der Basie-Rhythmusgruppe begleitet. |
| Getting Some Fun Out of Life (Leslie – Burke)                   | Who Wants Love                                  | Vocalion 3701  | 13. Sep. 1937      | 23. Okt. 1937 | 10               | 5      | Obwohl es noch Versionen von Tommy Dorsey und Wingy Manone gab, kam nur Billie Holidays Version in die Top 20; neben den Basie-Musikern der vorigen Sessions spielte diesmal Claude Thornhill Piano. |
| Trav’lin’ All Alone (Johnson)                                   | He’s Funny That Way                             | Vocalion 3748  | 13. Sep. 1937      | 20. Nov. 1937 | 18               | 2      | Das bei der vorangegangenen Session mit der Basie-Combo entstandene Stück hatte 1931 bereits Jimmie Noone in die Top 20 gebracht. Weitere Aufnahmen gab es in dieser Zeit von Ethel Waters (1929) und den McKinney’s Cotton Pickers (1930). |
| Nice Work If You Can Get It (Gershwin – Gershwin)               | Teddy Wilson: Things Are Looking Up             | Brunswick 8015 | 1. Nov. 1937       | 25. Dez. 1937 | 20               | 1      | Der Song stammte aus dem Film A Damsel in Distress; die Sängerin wurde erneut von einer Studioband um Teddy Wilson begleitet. |
| My Man (Pollock – Yvain – Willemetz – Charles)                  | Can’t Help Lovin’ That Man                      | Brunswick 8008 | 1. Nov. 1937       | 8. Jan. 1938  | 14               | 2      | Der Song war ursprünglich ein Chanson („Mon homme“), das die Mistinguett erstmals 1921 in der Revue Paris qui jazz sang. In den USA wurde der dann durch die Ziegfeld Follies of 1921 bekannt und war fortan in vielen Broadway und Film-Musicals zu hören und ein Chart-Erfolg u. a. für Paul Whiteman. Holidays Version, die den Song zu einem Jazz-Standard machte, entstand bei der vorangegangenen „Nice Work“-Session.                                                                                       |
| You Go to My Head (Gillespie – Coots)                           | The Moon Looks Down and Laughs                  | Vocalion 4126  | 11. Mai 1938       | 30. Juli 1938 | 20               | 1      | Kurz zuvor hatte Teddy Wilson diesen Song mit der Sängerin Nan Wynn eingespielt; die Billie Holiday-Version wird heute zu den klassischen Stücken. |
| I’m Gonna Lock My Heart (And Throw Awy the Key) (Eaton – Shand) | I Wish I Had You                                | Vocalion 4238  | 23. Juni 1938      | 13. Aug. 1938 | 2                | 9      | Der Tagesschlager schaffte es eine Woche auf #2 der Charts und wurde durch ihre Version zu einem Jazz-Standard; weitere Einspielungen aus dieser Zeit gab es von Larry Clinton und Hot Lips Page. |
| Strange Fruit (Allan)                                           | Fine and Mellow                                 | Commodore 526  | 20. Apr. 1939      | 15. Juli 1939 | 16               | 2      | Billie Holidays Stammlabel Columbia wollte den Protestsong gegen die Rassendiskriminierung und Lynchjustiz nicht veröffentlichen; er erschien dann auf dem kleinen Label Commodore. Begleitet wurde sie von einem Orchester unter der Leitung des Trompeters Frankie Newton. Erst mit „God Bless the Child“ hatte „Lady Day“ im Oktober 1941 einen Charts-Erfolg. |
| God Bless the Child (Holiday – Herzog)                          | Solitude                                        | Okeh 6270      | 9. Mai 1941        | 18. Okt. 1941 | 26               | 1      | Holiday schrieb diesen Song mit Arthur Herzog Jr., mit dem auch „Don’t Explain“ entstand. Begleitet wurde sie von Eddie Heywoods Orchester, in dem u. a. Roy Eldridge und Grachan Moncur II saßen. Nur diese Version von „God Bless the Child“ kam in die Charts; weitere nennenswerte Aufnahmen gab es damals von diesem Song nicht. |
| Trav’lin’ Light (Mercer – Mundy – Young)                        | You Were Never Lovelier                         | Capitol 116    | 12. Juni 1941      | 31. Okt. 1942 | 23               | 1      | „Trav’lin’ Light“ wurde von Jimmy Mundy und Trummy Young komponiert; der Text stammt von Johnny Mercer. Billie Holiday, die auf dem Plattenlabel nur als „Lady Day“ aufgeführt war, nahm diesen Song in Los Angeles mit dem Paul-Whiteman-Orchester auf. Mit diesem Tag erfüllte sich ihr sehnlichster Wunsch, endlich mit Streichern aufzunehmen, was damals nur den großen Stars wie Frank Sinatra oder Bing Crosby vorbehalten war. Danach hatte sie erst wieder 1945 mit „Lover Man“ einen Song in den Charts. |
| Lover Man (Oh, Where Can You Be?) (Davis – Sherman – Ramirez)   | That Ole Devil Called Love                      | Decca 23391    | 4. Okt. 1944       | 5. Mai 1945   | 16               | 1      | Der bereits 1941 von Jimmy Davis, Ram Ramirez und Jimmy Sherman geschriebene Song wurde fortan mit Billie Holiday verbunden. Mit den beiden Titeln „Lover Man“ und „No More“ begann ihre Ära bei Decca und gleichzeitig die Ära ihrer Hitnotierungen. Er war gleichzeitig der erste und letzte Hit „Lady Days“ in der „Harlem Hit Parade“, die ab 1945 unter „Most-Played Juke Box Race Records“ firmierte. Die B-Seite des Hits war „That Ole Devil Called Love.“                                                 |